# Mariä Himmelfahrt (Dinkelscherben)

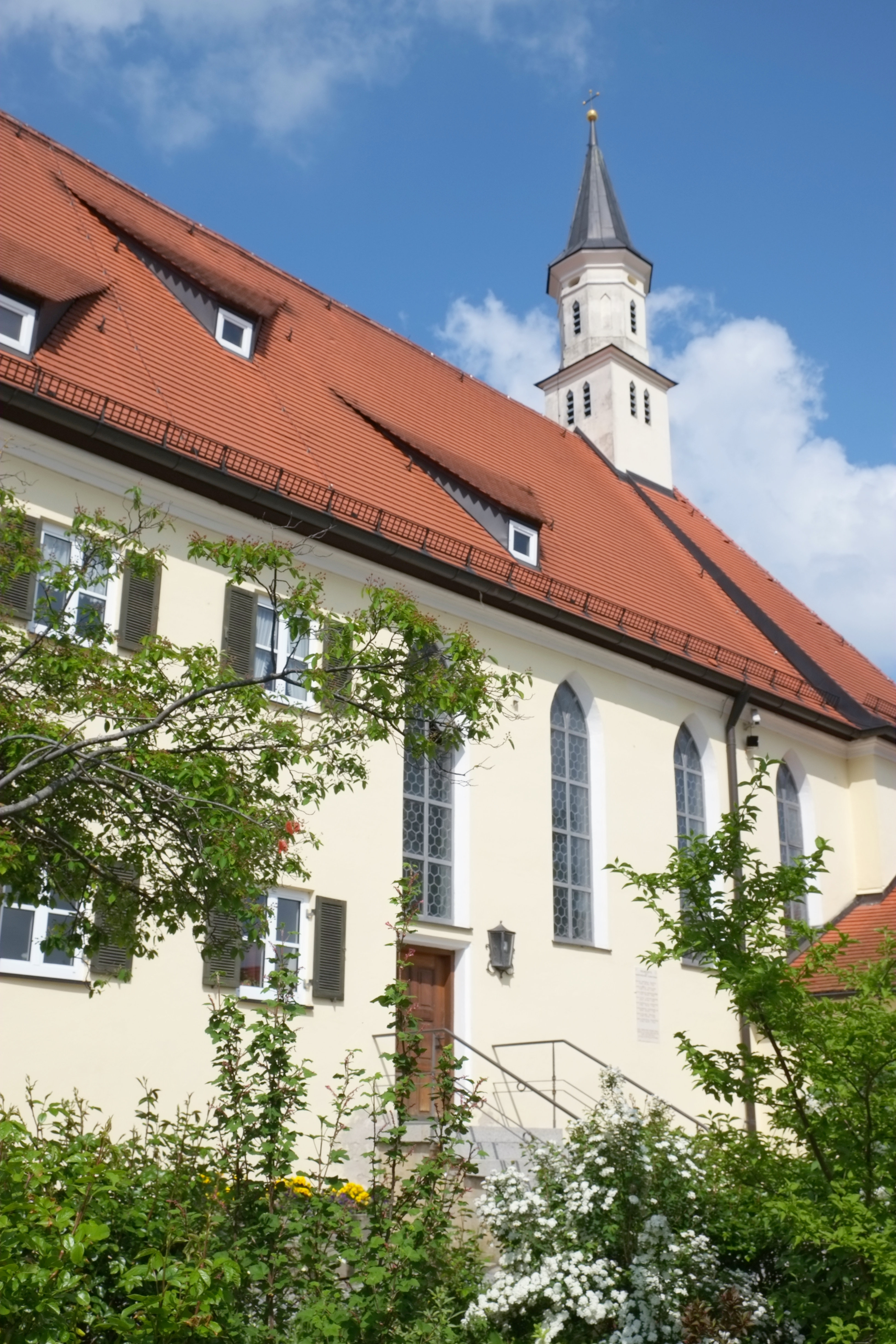
Spitalkapelle Mariä Himmelfahrt in Dinkelscherben

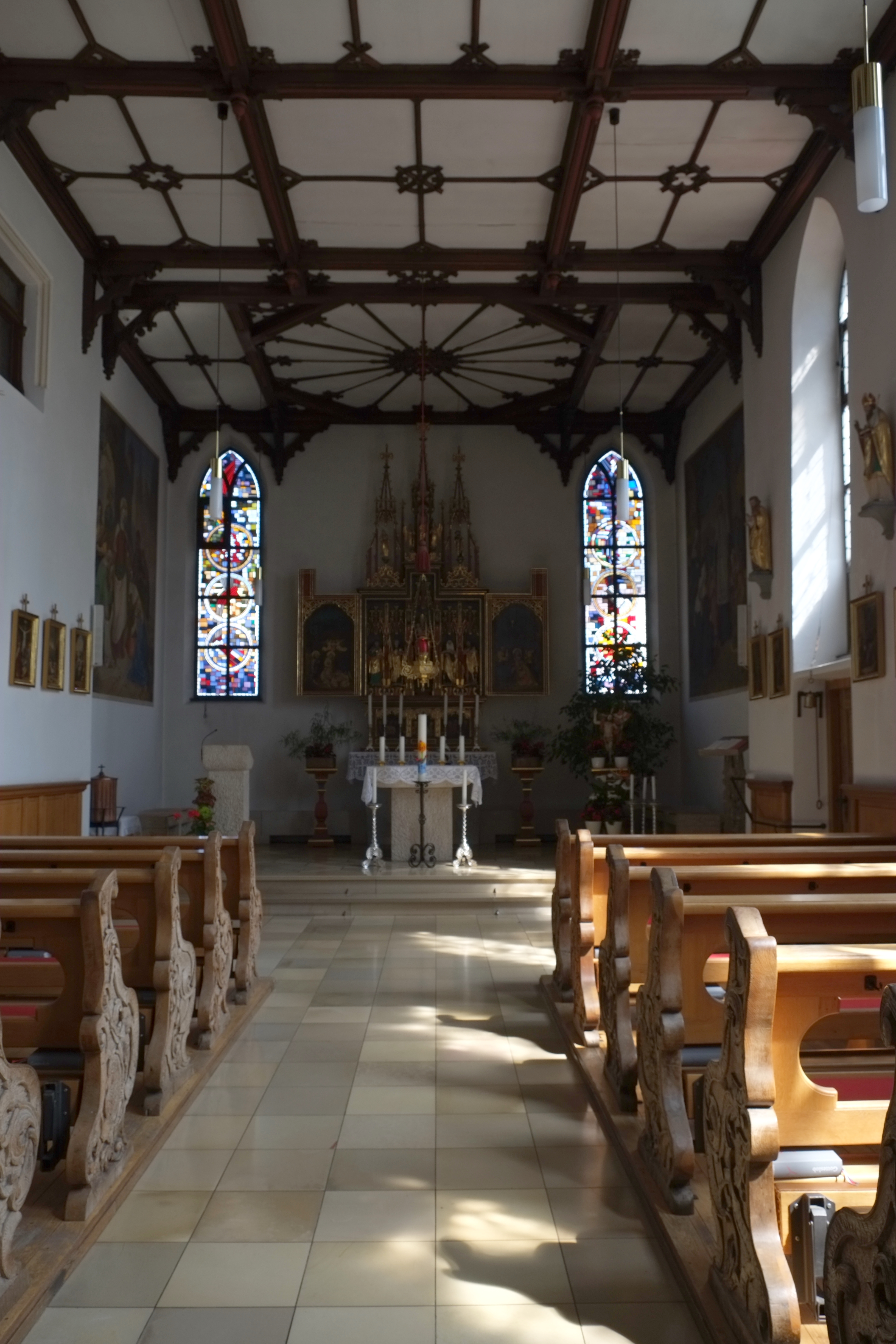
Innenansicht

Die Spitalkapelle Mariä Himmelfahrt in Dinkelscherben, einer Gemeinde im schwäbischen Landkreis Augsburg (Bayern), wurde in den 1600er Jahren erbaut. Bei der Kapelle an der Spitalgasse 2 handelt es sich um ein geschütztes Baudenkmal.

## Beschreibung
Die Kapelle an der Ecke zwischen dem Süd- und Ostflügel des Spitals wurde am 16. Oktober 1605 konsekriert. Das ehemalige Altarbild, jetzt an der Seitenwand neben dem Eingang angebracht, hat Johnn Rottenhammer der Ältere aus Augsburg um 1620 geschaffen. Das Gestühl mit geschnitzten Wangen wurde zwischen 1725 und 1730 angeschafft. Die neugotische Ausgestaltung erfolgte im Jahr 1851. Die Kapelle wurde 2018 renoviert.